# Daniel Rivera
Héctor Alejandro Daniel Rivera (Rosario, 17 maggio 1952) è un pianista argentino naturalizzato italiano.

## Biografia e attività artistica
Daniel Rivera nasce in una famiglia di musicisti: la madre soprano, il padre pianista e compositore e la zia pianista
lo avviano fin da bambino allo studio del pianoforte.
Nel 1973 vince il Premio "Vincenzo Scaramuzza" organizzato dal Fondo Nazionale delle Arti e dal Mozarteum Argentino.
La borsa di studio ottenuta gli consente di trasferirsi nello stesso anno a Firenze,
dove nel 1975 consegue il diploma di pianoforte italiano al Conservatorio Luigi Cherubini con 10, lode e menzione d'onore.
Successivamente compie studi di perfezionamento con Alessandro Specchi a Firenze e con Ludwig Hoffmann a Monaco di Baviera.
Nell'arco di pochi anni partecipa a numerosi concorsi internazionali: i risultati più prestigiosi sono il primo premio assoluto ai concorsi Rina Sala Gallo (Monza 1974), Ettore Pozzoli (Seregno 1975) e Cata Monti (Trieste 1977), il secondo premio assoluto ai concorsi Busoni (Bolzano 1976) e Dino Ciani (Milano 1977) il terzo premio assoluto al concorso Beethoven di Vienna nel 1981, il quinto premio al concorso di Santander (Santander 1984) e diverse menzioni speciali. 
Ma è soprattutto la sua partecipazione al concorso Busoni del 1976 a farlo conoscere al grande pubblico. Durante le prove Rivera ingaggia una vera e propria battaglia pianistica con il salentino Roberto Cappello dividendo la giuria a metà. Alla fine Cappello riuscirà a prevalere e a riportare il Busoni in Italia dopo 24 anni.
I risultati ottenuti gli aprono la via alla carriera concertistica che lo porta a esibirsi nei maggiori teatri in Italia e all'estero:Teatro Colón di Buenos Aires, Sala Philharmonia di Kiev, Queen Elizabeth Hall di Londra, Park Music Hall di Dallas, Musikverein di Vienna.
Viene immediatamente apprezzato dalla critica nazionale ed internazionale per un naturale virtuosismo che lo vede eccellere soprattutto nelle opere di Franz Liszt. Il musicologo Piero Rattalino ricorda che Rivera è stato il primo pianista, dopo Carlo Vidusso, ad eseguire dal vivo, in Italia alla fine degli anni settanta,  l'opera completa dei 12 Studi d'esecuzione trascendentale di Liszt in un unico concerto.
Nel 2002 durante il “Festival di Musica dall'Europa” di Volpedo (AL) esegue in prima mondiale la trascrizione di Sam Raphling della La sagra della primavera di Igor' Fëdorovič Stravinskij, rivisitata e completata da Rivera stesso e riproposta nelle sue tournée in America latina e in Italia.
La grande pianista argentina Martha Argerich, conterranea e amica di Rivera, lo invita a presentare la sua trascrizione della Sagra nel prestigioso Progetto Martha Argerich di Lugano. Sempre con la Argerich ha recentemente iniziato un'attività di collaborazione artistica nel progetto Martha Argerich Presents per la promozione e la valorizzazione di giovani pianisti.
Da quel momento, il legame con la leggendaria pianista argentina, si trasforma in un’intensa collaborazione artistica. Con Martha Argerich, Rivera si presenta in duo pianistico (due pianoforti e pianoforte a 4 mani) nel Teatro Ponchielli di Cremona, Teatro Lirico di Cagliari, Teatro Politeama di Catanzaro, Teatro Nuovo Giovanni di Udine, Festival Pianistico di Pietrasanta e Ascoli Piceno, fino al memorabile concerto del 19 e 20 ottobre 2012, al Teatro El Circulo di Rosario (Argentina) del quale, nel giugno 2014, sono usciti 4 cd, editi e distribuiti dalla Irco di Buenos Aires.
Nel dicembre 2015 di nuovo insieme sulla scena, questa volta ad Arezzo per l'inaugurazione del Teatro Petrarca. Nel Agosto 2019 è protagonista insieme a Martha Argerich in un concerto al Teatro greco di Taormina in occasione del Taormina Opera Stars Festival. 
Rivera è titolare della cattedra di pianoforte principale e dei bienni specialistici presso l'Istituto di alta formazione artistica e musicale "Pietro Mascagni" di Livorno. Oltre all'attività didattica e concertistica Rivera è spesso presente nelle giurie di concorsi pianistici nazionali ed internazionali.

## Premi e riconoscimenti
- Premio "Tasto d'argento" assegnato nel 2005 durante il Festival Pianistico Internazionale "Echos" per i 30 anni di carriera concertistica.[13]
- Titolo di "Artista distinguido e Ambasciatore della Musica" assegnato dal Consiglio Municipale della città di Rosario (Argentina) nel settembre del 2006.[14]

## Discografia e registrazioni
- Franz Liszt:   Trascrizioni e parafrasi d'opera: Tannhauser-Faust-Rigoletto-Lucia-Guglielmo Tell  IRCO 228 - 1997 - Estudios Cosentino Buenos Aires
- Franz Liszt:   12 studi trascendentali - IRCO 282 - 1999 - Estudios Cosentino Buenos Aires

Ha inciso per la Ricordi di Milano la sonata op.106 Hammerklavier di Ludwig van Beethoven e l'Aroldo in Italia di Hector Berlioz nella trascrizione per pianoforte di Franz Liszt insieme ad Aldo Bennici, oltre alla Première Sonate di Pierre Boulez dal vivo, registrata nella finale del Concorso Busoni 1976.
Per la Radio Suisse Romande ha registrato in anteprima assoluta la Sonata n.2 di Rodrigo Asturias.
Ha registrato inoltre per la RAI, per la RTSI e per la Radio di Colonia.